# Welcome to the Blacklist Club
«Welcome to the Blacklist Club»(рус. Добро пожаловать в клуб "Blacklist"; первоначально под названием With a Wink and a Smile) — дебютный альбом Эвана Тобенфельда, бывшего гитариста Аврил Лавин.Ожидалось, что альбом будет выпущен 15 сентября 2009, но дата выхода была перенесена на 18 мая 2010. Альбом поднимался до 41-й позиции в чарте Top Heatseekers;
Четырьмя годами ранее Эван Тобенфельд записал «Just Sign Here….», однако этот альбом не был издан.

## Список композиций
1. Pumpkin Pie (сингл) - 4:01
2. Boy Meets Girl (сингл) - 3:22
3. Story of me and you - 3:16
4. Matter Of Time - 2:48
5. It's Like That - 2:40
6. Razorblade Limeade - 4:05
7. Starbucks Girl(сингл) - 3:30
8. Cheater Of The Year - 3:00
9. Evan Way - 4:02
10. Waiting(2009) - 3:37
11. Better Than You - 3:08
12. Love/Hate (бонус-трек) - 3:30